# عاشق و دلباخته
عاشق و دلباخته (انگلیسی: Head over Heels؛‏ کره‌ای: 견우와 선녀) مجموعه تلویزیونی محصول کره جنوبی در ژانر فانتزی رمانتیک بر پایهٔ وبتونی به همین نام اثر آن سو مین است. بازیگران اصلی این مجموعه، چو یی هیون و چو یونگ وو هستند. داستان این مجموعه دربارهٔ دختری دبیرستانی و شمن است که تلاش می‌کند نخستین عشق بداقبالش را نجات دهد. عاشق و دلباخته از ۲۳ ژوئن ۲۰۲۵، روزهای دوشنبه و سه‌شنبه ساعت ۲۰:۵۰ (کی‌اس‌تی) از تی‌وی‌ان پخش شد.

## خلاصه داستان
داستان این مجموعه پیرامون سونگ آه، دختری شمن با توانایی پیش‌بینی آینده است که می‌کوشد سرنوشت شوم نخستین عشقش، گیون وو، را تغییر دهد و از او محافظت کند.

## بازیگران

### اصلی
- چو یی هیون در نقش پارک سونگ آه[۴]
- چو یونگ وو در نقش به گیون وو[۴]
- چا کانگ هیون در نقش پیو جی هو[۵]
- چو جا هیون در نقش یوم هوا[۶]

### مکمل
- یون بیونگ در نقش کوت‌دوریونگ[۷]
- کیم می کیونگ[۸]
- کیم مین جو در نقش گو دو یون[۹]